# Hydrovatus duponti
Hydrovatus duponti là một loài bọ cánh cứng trong họ Bọ nước. Loài này được Régimbart miêu tả khoa học năm 1895.